# Pederoa

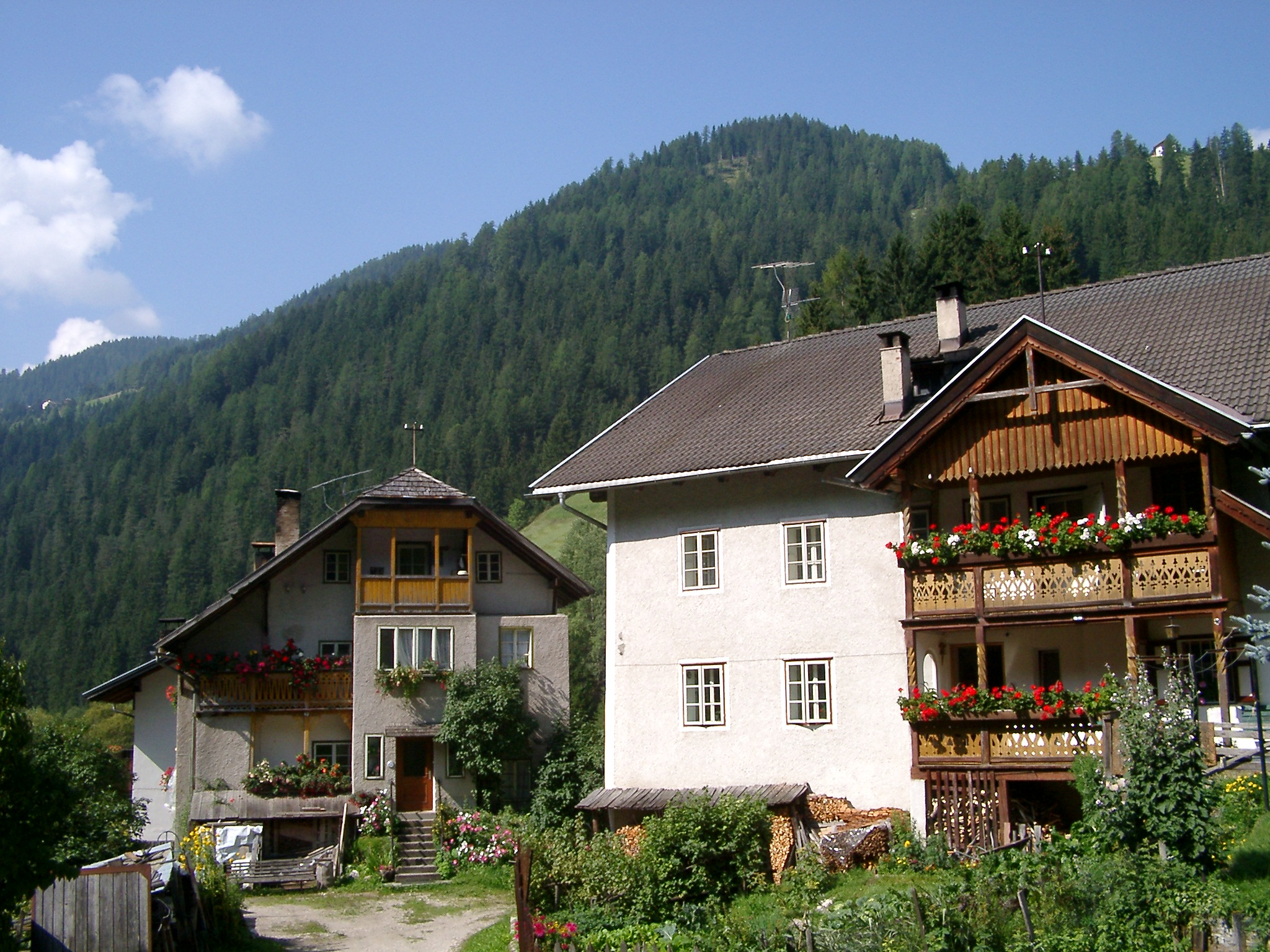
Häuser in Pederoa

Pederoa (ladinisch auch Pidrô) ist eine Fraktion der Gemeinde Wengen in Südtiroler Gadertal bzw. in Ladinien.
Der Ort ist bekannt wegen seiner Lage an der Gadertaler Staatsstraße. Pederoa liegt an der Einmündung des Wengentals ins Gadertal, und somit zweigt hier von der Staatsstraße die Ortsstraße ins Wengental ab. 
Es fließt die Gader durch das Dorf, in die von rechts der Wengener Bach mündet. Auf den Berghängen im Westen befinden sich die Gehöfte Picedac mit dem Picedacbach sowie Pramperch mit dem Brambergbach, die beide in die Gader münden. Auf den Berghängen im Südosten stehen die Höfe Col.
Inzwischen ist die Gader an den Rand ihres Bachbettes gedrängt worden, um einem Industriegebiet Platz zu machen, wo sich Schuh-, Textilgeschäfte, Schreinereien und mehrere Einkehrmöglichkeiten befinden. Befürchtungen, die im Gebirge häufiger vorkommenden Hochwasser könnten dem Handwerkergebiet zusetzen, haben sich bislang nicht bestätigt. 
Am nördlichen Rand von Pederoa befindet sich eine Kapelle. Es führen Wanderwege zur Armentara. 
Der Name Pederoa – in den ältesten Urkunden Pederò – geht auf ad pedem de rova (‚am Fuße der Mure‘) zurück. Dabei ist „rova“ eine vorrömische Bezeichnung für Mure, die in manchen ladinischen (fassanisch róva) und oberdeutschen (Rüfe) Dialekten noch benutzt wird.